# Irlandès de Munster

Les Gaeltachtaí

L'irlandès de Munster (en gaèlic irlandès Ghaeilge na Mumhan) és un dialecte del gaèlic irlandès parlat a la província de Munster. Les regions Gaeltacht de Munster es troben a la Península de Dingle (Gaeltacht Corca Dhuibhne a l'oest de Kerry), a la península d'Iveragh (Uíbh Ráthach) al sud de Kerry, a l'illa Oileán Chléire davant la costa de l'oest de Cork, a l'oest de Múscraí, Cúil Aodha, Béal Átha an Ghaorthaidh, Baile Bhuirne, Cill na Martra, i Renaree del centre de Cork i a An Rinn i An tSean Phobail a l'oest de Waterford. El nord i l'oest de la Corca Dhuibhne són avui l'únic lloc a la província de Munster on l'irlandès ha sobreviscut com a llenguatge parlat de la majoria de la comunitat, encara que l'idioma es parla diàriament per una minoria en altres Gaeltacht oficials de la província. Històricament, l'irlandès s'ha parlat a tota la província de Münster i l'irlandès de Munster irlandès va tenir alguna influència a parts limítrofes de Connacht i Leinster com Kilkenny, Wexford i al sud Galway i les Illes Aran.
El dialecte de Munster ha tingut un paper important en el renaixement gaèlic de començaments del segle xx. El destacat autor Peadar Ua Laoghaire escriví en dialecte de Munster la seva novel·la Séadna per mostrar al jovent el que ell veia com a bon irlandès.
Peig Sayers era analfabeta, però la seva autobiografia Peig fou escrita en dialecte de Munster i aviat esdevingué un text clau. Altres escrits destacats en dialecte de Munster són les autobiografies Fiche Blian ag Fás de Muiris Ó Súilleabháin i An tOileánach de Tomás Ó Criomhthain.

## Lèxic
L'irlandès de Munster difereix del de l'Ulster i del de Connacht en alguns aspectes. Algunes paraules i frases usades en irlandès de Munster no s'utilitzen en els altres dialectes, com ara:
- in aon chor (Corca Dhuibhne, West Muskerry, Waterford) o ar aon chor (Clear Island, West Carberry) "en tot cas" (other dialects ar chor ar bith (Connacht) i ar scor ar bith (Ulster)
- fé, fí "sota" (standard faoi)
- Gaelainn "llengua irlandesa" (Cork i Kerry), Gaeilinn (Waterford) (standard Gaeilge)
- ná "que...no; no fer" (standard nach)
- leis "també" (Connacht freisin, Ulster fosta)
- anso o atso "aquí" i ansan o atsan "allí" en comptes del standard anseo i ansin, respectivament.
- En tots dos pronoms demostratius i adjectius els parlants d'irlandès de Munster diferencien entre seo "això" i sin "allò" després d'una consonant palatalised o la vocal anterior en una posició final an bóthar so "aquest camí", an bhó san "aquesta vaca", an chairt sin "aquest carro", an claí seo "aquesta tanca"
- l'ús de thá en comptes de tá a l'exrrem occidental de Corca Dhuibhne i a Rinn.
- la preposició chuig "cap a", comú en irlandès de Connacht i irlandès de l'Ulster on s'ha desenvolupat com una formació de preposició de tercera persona del singular chuige "cap a ell" no s'ha usat a Munster. La forma chun (de l'irlandès clàssic do chum), també es troba a l'oest i al nord, i és usada preferentment.
- L'irlandès de Munster fa servir una gamma més completa dels verbs "veure", mentre que el seu ús a Connacht i Ulster és restringit: féachaint "mirant", "observant", breithniú "observant curosament", amharc "veure", glinniúint "mirar, observar", sealladh "mirar", etc.
- la històrica forma dativa tigh "casa", com en scots i Manx, ara és usat com a forma nominativa (Standard teach)
- Munster conserva la forma històrica del pronom personal sinn "nostre" que ha estat substituït amb muid (r muinn en parts de l'Ulster) en la major part de Connacht i Ulster.
- Corca Dhuibhne i An Rinn usen la forma independent cím (inicialment do-chím) "Jo veig" així com la forma dependnet ficim / feicim  (inicialment ad-chím), mentre Múscraí i l'illa Clear usa les formes chím (independent) i ficim.
- Les formes adverbials chuige, a chuige a Corca Dhuibhne i a chuigint "en absolut" a An Rinn és usat a vegades afegit a in aon chor o ar aon chor
- L'adjectiu cuibheasach /kiːsəx/ és usat adverbialment a frases com cuibheasach beag "força petit", "més petit", cuibheasach mór "molt gran". Connacht fa servir sách i Ulster íontach
- Faic, pioc, puinn i tada a Munster Occidental, dada a An Rinn, ní dúrt pioc "No vaig dir absolutament res", níl faic dá bharr agam "No hi he guanyat res"
- Les interjeccions ambaiste, ambaist, ambasa, ambaic "En efecte!", "La meva paraula!", "Déu meu!" a Munster Occidental i amaite, amaite fhéinig a An Rinn (ambaiste = dom bhaisteadh "pel meu bateig", am basa = dom basaibh "per les meves mans", ambaic = dom baic "pel meu cas"; amaite = dom aite "la meva estranyesa")
- obann "sobtat" en comptes de tobann en els altres dialectes
- práta "patata", fata a Connacht i préata a Ulster
- oiriúnach "adequada", feiliúnach a Connacht i fóirsteanach a Ulster
- nóimint, nóimit, nóimeat, neomint, neomat, nóiméad a Connacht i bomaite a Donegal.
- Munster diferencia entre ach go háirithe "a qualsevol lloc", "de qualsevol manera" i go háirithe "particularment", "especialment"
- gallúnach "sopa", gallaoireach a Connacht i sópa a Ulster
- deifir és "diferència" a Munster, i un préstec llatí: níl aon deifir eatarthu "allí no hi ha diferència entre ells"; la paraula gaèlica deifir "pressa" es manté en els altres dialectes.
- deabhadh o deithneas "pressa" mentre que els altres dialectes usen deifir
- -(e)amhail és usat en comptes de la forma estàndard -(i)úil a Dún Chaoin en paraules com suimeamhail, cáirdeamhail, oifigeamhail, etc. en comptes de la forma estàndard suimiúil, cáirdiúil, oifigiúil, etc.

## Fonologia
L'inventari fonètic de l'irlandès de Munster (basat en l'accent de Múscraí a Cork occidental) és com es mostra en la següent carta (basada en Ó Cuív 1944; vegeu Alfabet Fonètic Internacional per a una explicació dels símbols). Els símbols qua apareixen en la primera meitat de cada fila són velaritzades (tradicionalment anomenades consonants "llargues") mentre que les que estan a la meitat inferior són palatalitzades ("curtes"). La consonant /h/ no és llarga ni curta.
| Consonant fonemes     | Bilabial | Bilabial | Coronal | Coronal | Coronal  | Coronal  | Coronal         | Coronal         | Dorsal  | Dorsal  | Dorsal | Dorsal | Glotal | Glotal |
| Consonant fonemes     | Bilabial | Bilabial | Dental  | Dental  | Alveolar | Alveolar | Alveolo-palatal | Alveolo-palatal | Palatal | Palatal | Velar  | Velar  | Glotal | Glotal |
| --------------------- | -------- | -------- | ------- | ------- | -------- | -------- | --------------- | --------------- | ------- | ------- | ------ | ------ | ------ | ------ |
| Oclusiva              | pˠ pʲ    | bˠ bʲ    | t̪ˠ      | d̪ˠ      | tʲ       | dʲ       |                 |                 | c       | ɟ       | k      | ɡ      |        |        |
| Fricativa/ Aproximant | ɸˠ ɸʲ    | βˠ βʲ    |         |         | sˠ       |          | ʃ               |                 | ç       | j       | x      | ɣ      | h      |        |
| Nasal                 |          | mˠ mʲ    |         | n̪ˠ      |          | nʲ       |                 |                 |         | ɲ       |        | ŋ      |        |        |
| Bategant              |          |          |         |         |          | ɾˠ ɾʲ    |                 |                 |         |         |        |        |        |        |
| Lateral               |          |          |         | l̪ˠ      |          | lʲ       |                 |                 |         |         |        |        |        |        |

Les vocals de l'irlandès de Munster Irish són com es mostra en l'esquema següent. Aquestes posicions són aproximades, ja que les vocals són fortament influenciades per la palatalització i la velarització de les consonants circumdants.
Endemés, l'irlandès de Munster té els diftongs /iə, ia, uə, əi, ai, au, ou/.
Algunes característiques de l'irlandès de Munster que el distingeixen dels altres dialectes són
- La fricativa [βˠ] es troba en posició inicial de síl·laba. (Connacht i Ulster tenen [w] aquí.) Per exemple, bhog "mogut" es pronuncia [βˠɔɡ] en oposició a [wɔɡ].
- Els diftongs /əi/, /ou/, i /ia/ són a Munster, però no en els altres dialectes.
- Els grups d'obstruent + sonora dins les paraules, [m] + [n/r], i oclusiva + fricativa són trencades per una vocal epentètica [ə], excepte que oclusiva + líquida roman en l'aparició d'una síl·laba tònica. Per example, eaglais "església" es pronuncia [ˈɑɡəl̪ˠɪʃ], però Aibreán "Abril" és [aˈbrɑːn̪ˠ] (com si es pronunciés Abrán).
- L'a ortogràfica curta és diftongitzada (més que allargada) després de m final i les sonores tenses de l'irlandès antic es pronuncien nn, ll (ex. ceann [kʲaun̪ˠ] cap").
- La /j/ a final de paraula es transforma en [ɟ], ex. marcaigh "genet" [ˈmˠɑɾˠkɪɟ].
- La tensió és atreta per les síl·labes llargues no inicials: corcán [kəɾˠˈkɑːn̪ˠ] "pot", mealbhóg [mʲal̪ˠəˈβˠoːɡ] "cartera". En [ax, ɑx] la tensió es trasllada a la segona síl·laba: coileach [kəˈlʲax] "pollastre", beannacht [bʲəˈn̪ˠɑxt̪ˠ] "benedicció", bacacha [bˠəˈkɑxə] "coix" (pl.).
- En algunes varietats, /ɑː/ llarga és arrodonida a [ɒː].

## Morfologia
Els verbs irlandesos es caracteritzen per tenir en la seva conjugació una barreja de formes analítiques (on la informació sobre la persona és donada per un pronom) i formes sintètiques (on la informació sobre el nombre és donada per la terminació verbal). A Munster les formes sintètiques s'usen més sovint que en la llengua estàndard, on són més comunes les formes analítiques.
| Munster        | Estàndart     | Significat          |
| -------------- | ------------- | ------------------- |
| Present        |               |                     |
| molaim         | molaim        | "Jo lloo"           |
| molair         | molann tú     | "Tu lloes"          |
| molann sé      | molann sé     | "Ell lloa"          |
| molaimíd       | molaimid      | "Nosaltres lloem"   |
| molann sibh    | molann sibh   | "Vosaltres lloeu"   |
| molaid (siad)  | molann siad   | "Ells lloen"        |
| Passat         |               |                     |
| mholas         | mhol mé       | "Jo lloava"         |
| mholais        | mhol tú       | "Tu lloaves"        |
| mhol sé        | mhol sé       | "Ell lloava"        |
| mholamair      | mholamar      | "Nosaltres lloavem" |
| mholabhair     | mhol sibh     | "Vosaltres lloàveu" |
| mholadar       | mhol siad     | "Ells lloaven"      |
| Futur          |               |                     |
| molfad         | molfaidh mé   | "Jo lloaré"         |
| molfair        | molfaidh tú   | "Tú lloaràs"        |
| molfaidh sé    | molfaidh sé   | "Ell lloarà"        |
| molfaimíd      | molfaimid     | "Nosaltres lloarem" |
| molfaidh sibh  | molfaidh sibh | "Vosaltres lloareu" |
| molfaid (siad) | molfaidh siad | "Ells lloaran"      |

Alguns verbs irregulars tenen formes diferents en Munster de l'estàndard (vegeu formes verbals dependents i independents per a la distinció independent / dependent):
| Munster independent | Munster dependent      | Standard independent | Standard dependent | Significat              |
| ------------------- | ---------------------- | -------------------- | ------------------ | ----------------------- |
| chím                | ní fheicim             | feicim               | ní fheicim         | "Veig, no vig"          |
| (do) chonac         | ní fheaca              | chonaic mé           | ní fhaca mé        | "Veia, no veia"         |
| deinim              | ní dheinim             | déanaim              | ní dhéanaim        | "Faig, no faig"         |
| (do) dheineas       | níor dheineas          | rinne mé             | ní dhearna mé      | "Vaig fer, no vaig fer" |
| (do) chuas          | ní dheaghas/níor chuas | chuaigh mé           | ní dheachaigh mé   | "Anava, no anava"       |
| gheibhim            | ní bhfaighim           | faighim              | ní fhaighim        | "Obtenia, no obtenia"   |

En irlandès de Munster els verbs en passat poden tenir la partícula do encara que comencin en consonant. En irlandès estàndard la partícula és usada únicament abans de vocals, per exemple en Munster do bhris sé o bhris sé "ell va trencar" (estàndard només bhris sé).
En general les mutacions inicials de l'irlandès de Munster són les mateixes que les de la forma estàndard i en altres dialectes. Tanmateix, alguns parlants de Munster usen /ɾʲ/ com la lenició equivalent de /ɾˠ/ en almenys alguns casos com a a rí /ə ɾʲiː/ "O rei!" (Sjoestedt 1931:46), do rug /d̪ˠə ɾʲʊɡ/ "donar a llum" (Ó Cuív 1944:122), ní raghaid /nʲiː ɾʲəidʲ/ "ells no hi aniran" (Breatnach 1947:143).

## Sintaxi
Una diferència sintàctica significativa entre Munster i els alters dialectes és que a Munster (excepte a Rinn Ua gCuanach), go ("que") s'usa en comptes d'a com a partícula indirecta relativa:
- an fear go bhfuil a dheirfiúr san ospidéal "l'home la germana del qual és a l'hospital" (estàndard an fear a bhfuil...)

Una altra diferència es veu a la còpula. Fear is ea mé s'usa en comptes de Is fear mé.